# NGC 4008
NGC 4008 (również PGC 37666 lub UGC 6953) – galaktyka eliptyczna (E5), znajdująca się w gwiazdozbiorze Lwa. Odkrył ją William Herschel 11 kwietnia 1785 roku.